# Ангел Йорденеску (стадіон)
Стадіон Ангел Йорденеску — футбольний стадіон у Волунтарі, передмісті Бухареста, Румунія. Він був відкритий 20 квітня 2012 року. Стадіон вміщує 4600 глядачів. Тут проводить свої матчі футбольний клуб ФК «Волунтарі».

## Історія
Стадіон ФК «Волунтарі» було урочисто відкрито 20 квітня 2012 року матчем чемпіонату між командою господарів та командою CS Afumați. Спочатку споруда мала дві трибуни: вздовж поля, із західної сторони та за воротами, з південної сторони. За воротами з північного боку стояв клубний будинок. Первісна місткість об'єкта становила 2100 глядачів. У 2013 році ФК «Волунтарі» підвищився у класі до третьої ліги. У цьому ж році була перекрита трибуна за південними воротами, за якою також було побудовано тренувальне поле з синтетичним покриттям, яке було оточене легкоатлетичною доріжкою неправильної форми. Через рік ФК «Волунтарі» підвищився у класі до другої ліги. У 2014—2015 роках клубну будівлю за північними воротами розширили, продовживши її у східному напрямку так, щоб вона охоплювала всю довжину торцевої лінії поля.
У 2015 році ФК «Волунтарі», продовживши серію підвищень у класі, здобув вихід до вищого дивізіону. Після переходу до Першого дивізіону команда тимчасово переїхала на стадіон «Динамо» в Бухаресті. У 2015 році також розпочато будівництво головної трибуни зі східної сторони. Також було прийнято рішення про перейменування стадіону (його назвали на честь футболіста і тренера Ангела Йорденеску; раніше називався на честь героя Першої світової війни Ніца Пінтя — його ім'ям досі названа дорога, що веде до стадіону).
Нова трибуна була урочисто відкрита 25 квітня 2016 року матчем чемпіонату господарів проти КС «Університатя» (Крайова) (0:2); таким чином, ФК «Волунтарі» повернувся на власний стадіон. Місткість стадіону, після відкриття нової трибуни, зросла до 4600 глядачів. У 2017 році ФК «Волунтарі» виграв Кубок і Суперкубок Румунії.
13 жовтня 2017 року на стадіоні урочисто відкрили штучне освітлення.